# Canarium littorale
Canarium littorale es una especie de planta perteneciente a la familia Burseraceae. Se encuentra en Brunéi, Indonesia, Malasia, Singapur, y Vietnam. 
Es un árbol que se encuentra en el  bosque secundario, sobre todo en suelos de arena de aluvión periódicamente inundados.

## Taxonomía
Canarium littorale fue descrita por el naturalista, botánico alemán-holandés Carl Ludwig Blume y publicado en Bijdragen tot de flora van Nederlandsch Indie 1164, en el año 1826.
Sinonimia
| - Canarium acutum Engl. - Canarium bennettii Engl. - Canarium flavum Ridl. - Canarium giganteum Engl. - Canarium glaucum Blume - Canarium pruinosum Engl. - Canarium pseudocommune Hochr. | - Canarium purpurascens A.W.Benn. - Canarium rufum A.W.Benn. - Canarium secundum A.W.Benn. - Canarium serricuspe Miq. - Canarium serrulatum Miq. - Canarium tomentosum Blume - Rhus melintangensis Korth. ex Blume |